# John Hancock Center
John Hancock Center er en skyskraber i Michigan Avenue i Chicago i Illinois. Bygningen har 100 etager og er 344 meter høj og blev tegnet af Fazlur Khan. I 1969 stod bygningen færdig og var dengang den højeste bygning udenfor New York. I dag er det den 5 højeste bygning i USA.
41°53′56″N 87°37′23″V / 41.89889°N 87.62306°V